# Белл, Эндрю (гравёр)
Эндрю Белл (англ. Andrew Bell, 1726—1809) — шотландский гравёр и печатник, один из сооснователей Энциклопедии Британника, наряду с Колином Макфаркаром.
Родился в 1726 году в семье эдинбургского булочника. В детстве почти не получил систематического образования и был отдан на обучение гравёру Ричарду Куперу. Начинал Белл с гравировки имён на собачьих ошейниках. Несмотря на свой маленький рост, он всегда сознательно ездил на самой высокой лошади в Эдинбурге.
Белл изготовил почти все гравюры с первого по четвёртое издания Британники: 160 для первого, 340 для второго, 542 для третьего, 531 для четвёртого. Также 50 листов приложения к третьему выпуску Энциклопедии были выгравированы Дэвидом Лизарсом. Для первого издания Эндрю выгравировал три страницы анатомически точных изображений женских половых органов и внутриматочных плодов для статьи о гинекологии. Эти иллюстрации настолько потрясли короля Георга III, что он приказал вырвать их из каждой копии энциклопедии.
После смерти Макфаркара в 1793 году Белл выкупил все авторские права на Британнику и оставался единственным её правообладателем вплоть до своей смерти в 1809 году.